# روي ساندرز (لاعب كرة قاعدة)
روي ساندرز (بالإنجليزية: Roy Sanders)‏ هو لاعب كرة قاعدة أمريكي، ولد في 1 أغسطس 1892 في ستافورد في الولايات المتحدة، وتوفي في 17 يناير 1950 في كانساس سيتي في الولايات المتحدة.